# Mario Tacconi
Mario Tacconi (Castelfranco Emilia, 27 giugno 1924 – ...) è stato un calciatore italiano, di ruolo attaccante.

## Carriera
Dopo una stagione in Serie C con il Pavia, giocò in Serie A con Bologna e Lanerossi Vicenza tra il 1948 ed il 1954.